# Eerste Nederlandsche Vensterglasfabriek
De Eerste Nederlandsche Vensterglasfabriek werd opgericht in 1911 te de Nederlandse gemeente Maassluis als Eerste Hollandsche vensterglasfabriek. Het bedrijf werd vanuit België gesticht en de meeste vakmensen aldaar waren uit Wallonië afkomstig.
Reeds vanaf de 16e eeuw werden pogingen verricht om in Nederland vensterglas te vervaardigen.
De Eerste Nederlandsche Vensterglasfabriek vervaardigde vensterglas in continudienst ten behoeve van de kassen van de glastuinbouw in het Westland, een bedrijfstak die zich omstreeks deze tijd sterk uitbreidde. Tot omstreeks 1922 werd het vensterglas nog vervaardigd door handmatig glascilinders te blazen en deze open te vouwen. Toen ging het bedrijf failliet vanwege de moordende concurrentie vanuit België.
Wat overbleef was een lege N.V., de N.V. De Machinale Glasfabriek De Maas. Deze werd nieuw leven ingeblazen met de oprichting van Maasglas te Tiel in 1963.